# Stelian Anghel
Stelian Anghel (* 7. März 1952 in Orașul Stalin, heute Brașov; † 23. November 2009) war ein rumänischer Fußballspieler und Sportfunktionär. Er bestritt insgesamt 287 Spiele in der höchsten rumänischen Fußballliga, der Divizia A, und gewann im Jahr 1980 den rumänischen Pokal.

## Karriere

### Verein
Stelian Anghel begann mit dem Fußballspielen in seiner Heimatstadt Brașov bei Steagul roșu. Im Jahr 1971 wechselte er zum Lokalrivalen Metrom Brașov, um zunächst in der Divizia C Spielpraxis zu sammeln. Nach einem Jahr kehrte er zu Steagul roșu zurück und gab am 20. August 1972 seinen Einstand in der höchsten rumänischen Fußballliga, der Divizia A. Dort erreichte Anghel mit seiner Mannschaft in der Saison 1973/74 mit dem dritten Platz zwar die Qualifikation zum UEFA-Pokal, er wechselte aber dennoch zum Ligakonkurrenten Politehnica Timișoara.
Mit Poli gelang es Anghel in der Saison 1977/78 ebenfalls, sich für den UEFA-Pokal zu qualifizieren. Im Jahr 1980 folgte mit dem Sieg im rumänischen Pokal der größte Erfolg seiner Karriere. Im anschließenden Europapokal der Pokalsieger erreichte Poli nach einem Sieg über Celtic Glasgow die zweite Runde. Auch in der Saison 1981/82 nahm Anghel am Europapokal teil, da sein Verein sich als unterlegener Pokalfinalist qualifizieren konnte.
Nach drei Europapokalteilnahmen war die erfolgreiche Zeit von Poli zu Ende gegangen und Anghel musste mit seinem Verein am Ende der Saison 1982/83 den Gang in die Zweitklassigkeit antreten. Nach dem sofortigen Wiederaufstieg kam er nicht mehr regelmäßig zum Einsatz und wechselte im Herbst 1984 zum Lokalrivalen UM Timișoara, der seinerzeit in der Divizia C spielte. Im Jahr 1986 beendete Anghel nach einer weiteren Saison in der Divizia B bei Minerul Bocșa seine Karriere.

### Nationalmannschaft
Anghel bestritt zwei Spiele für die rumänische Fußballnationalmannschaft – am 12. Mai 1976 gegen Bulgarien und am 2. Juli 1976 gegen den Iran.

## Sonstiges
Nach dem Ende seiner aktiven Laufbahn war Anghel von 1986 bis 1997 Vizepräsident von Politehnica Timișoara.

## Erfolge
- Rumänischer Pokalsieger: 1980
- Rumänischer Pokalfinalist: 1981
- Qualifikation zum UEFA-Pokal: 1974, 1978